# Mühlen in Weimar

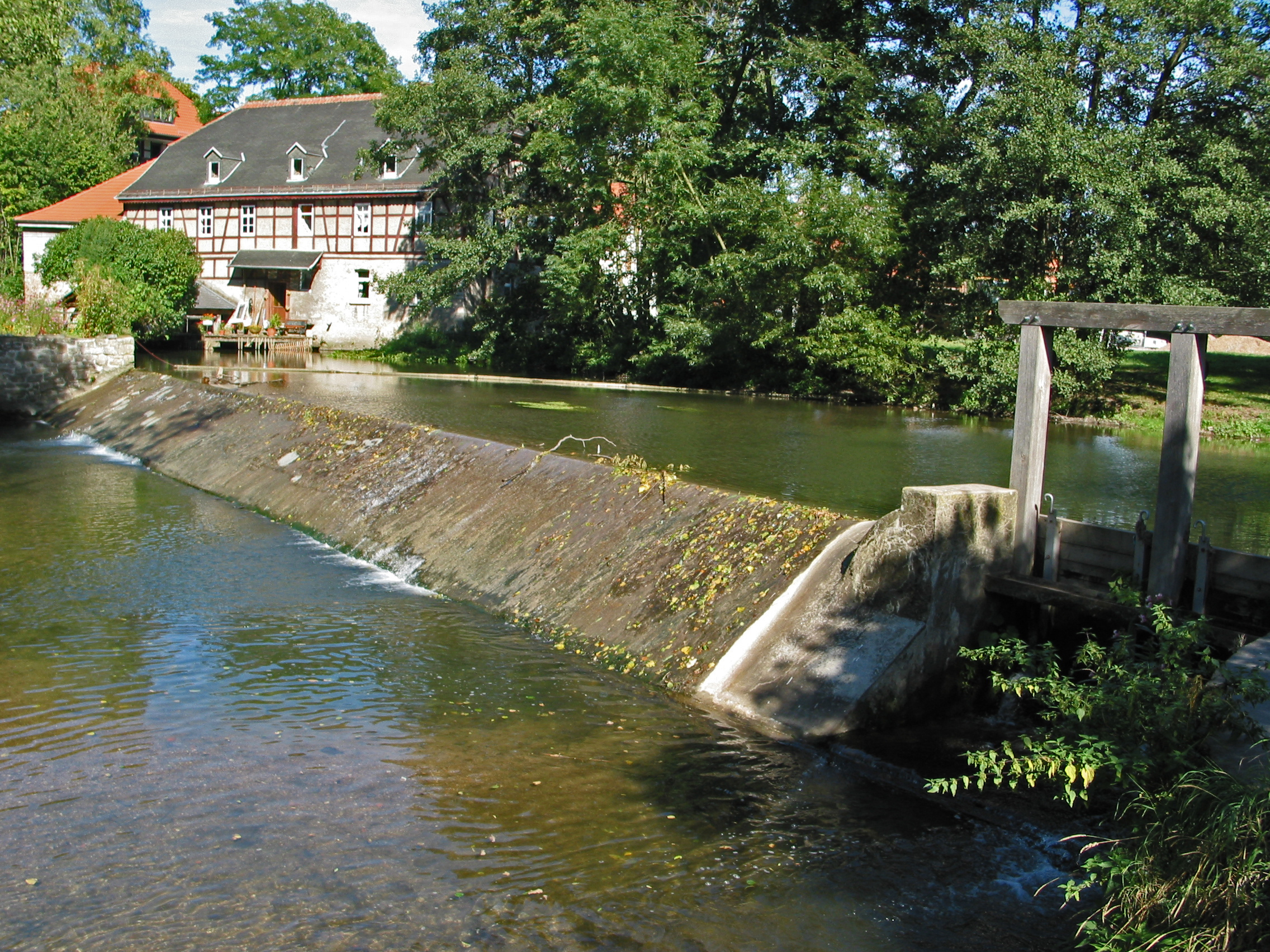
Taubacher Mühle und Wehr

Die Mühlen in Weimar waren einst noch zahlreicher als heute. Nachfolgendes ist eine Übersicht und kann keine Vollständigkeit für sich beanspruchen. Nachgewiesen sind mehrere Wassermühlen an der Ilm und ihren Zu- und Nebenflüssen, sowie Bockwindmühlen und eine Holländerwindmühle. Wie viele Mühlen es zu Beginn des 19. Jahrhunderts gegeben hatte, zeigt u. a. der Plan der Gegend zwischen Weimar Belvedere und Tiefurth aufgenommen von F. L. Güssefeld von Franz Ludwig Güssefeld von 1808.
Die Thüringer Sintflut von 1613 beschädigte oder zerstörte die Wassermühlen. Seit der Industrialisierung im 19. Jahrhundert wurden die Wind- und Wasserräder durch Dampfmaschinen und Elektromotoren zum Antrieb der Mühlen ersetzt. In der Rossmühle in Oberweimar wurden auch Pferde zum Antrieb der Mühlräder genutzt.
Seit 2021 produziert in der Nordstraße 4 die Nützel-Mühle Malz zum Bierbrauen.

## Windmühlen
Zu Beginn des 18. Jahrhunderts sollen im Umkreis von Weimar sechs oder sieben Windmühlen existiert haben. Nach 1709 sollen es gar zwanzig gewesen sein, wie aus einer Beschwerde eines Wassermühlenbesitzers hervorgeht. Diese Zahl scheint allerdings zu hoch gegriffen.

### Bockwindmühlen
Früher standen zwei Bockwindmühlen in Wallendorf. Eine Zeichnung des Ortes lässt deren Bautyp erkennen.
In der Bastille des Weimarer Stadtschlosses gibt es eine Zeichnung an der Wand, die eine Bockwindmühle zeigt. Die Herkunft ist unbekannt. Sicher ist nur, dass die Nutzung der Gefängniszelle vom 16. Jahrhundert bis 1803 reichte.

### Holländerwindmühlen

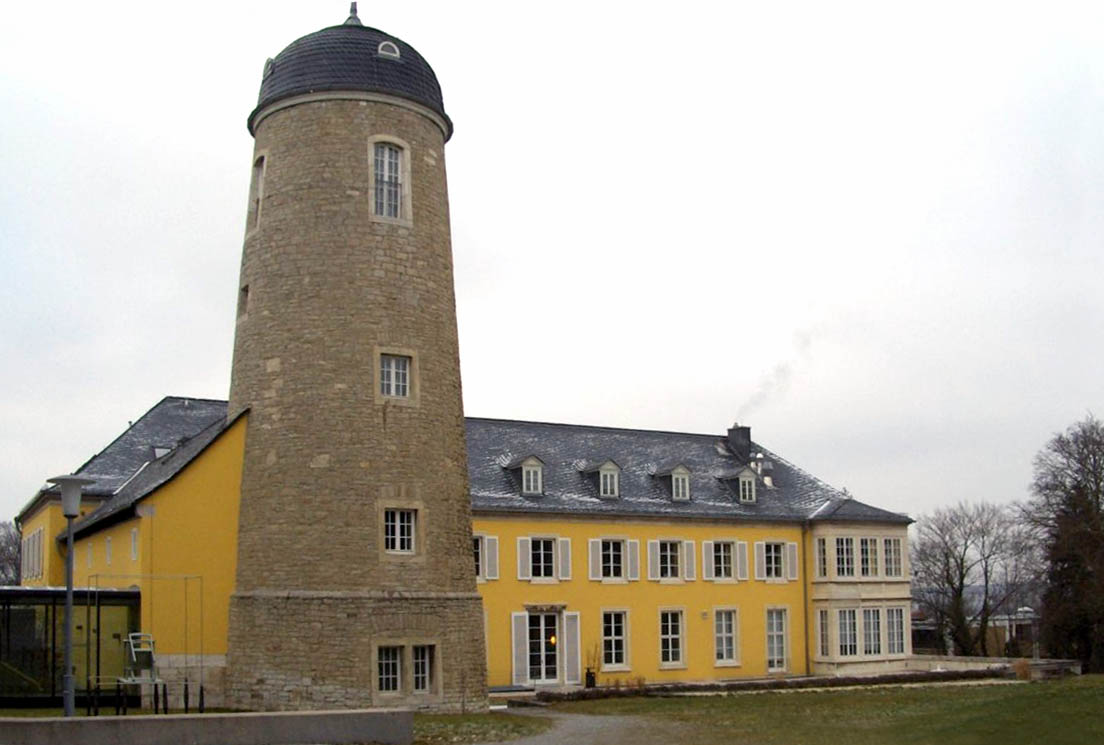
Villa Sauckel in Weimar, Gartenseite

- Von der von Gottlieb Wilhelm Letsch erbauten Holländerwindmühle in der Windmühlenstraße verbleibt heute noch der Turm. Er gehört zum Ensemble der Villa Sauckel, die der Architekt Hermann Gieseler für den Gauleiter Thüringens Fritz Sauckel entwarf.

## Wassermühlen (Auswahl)

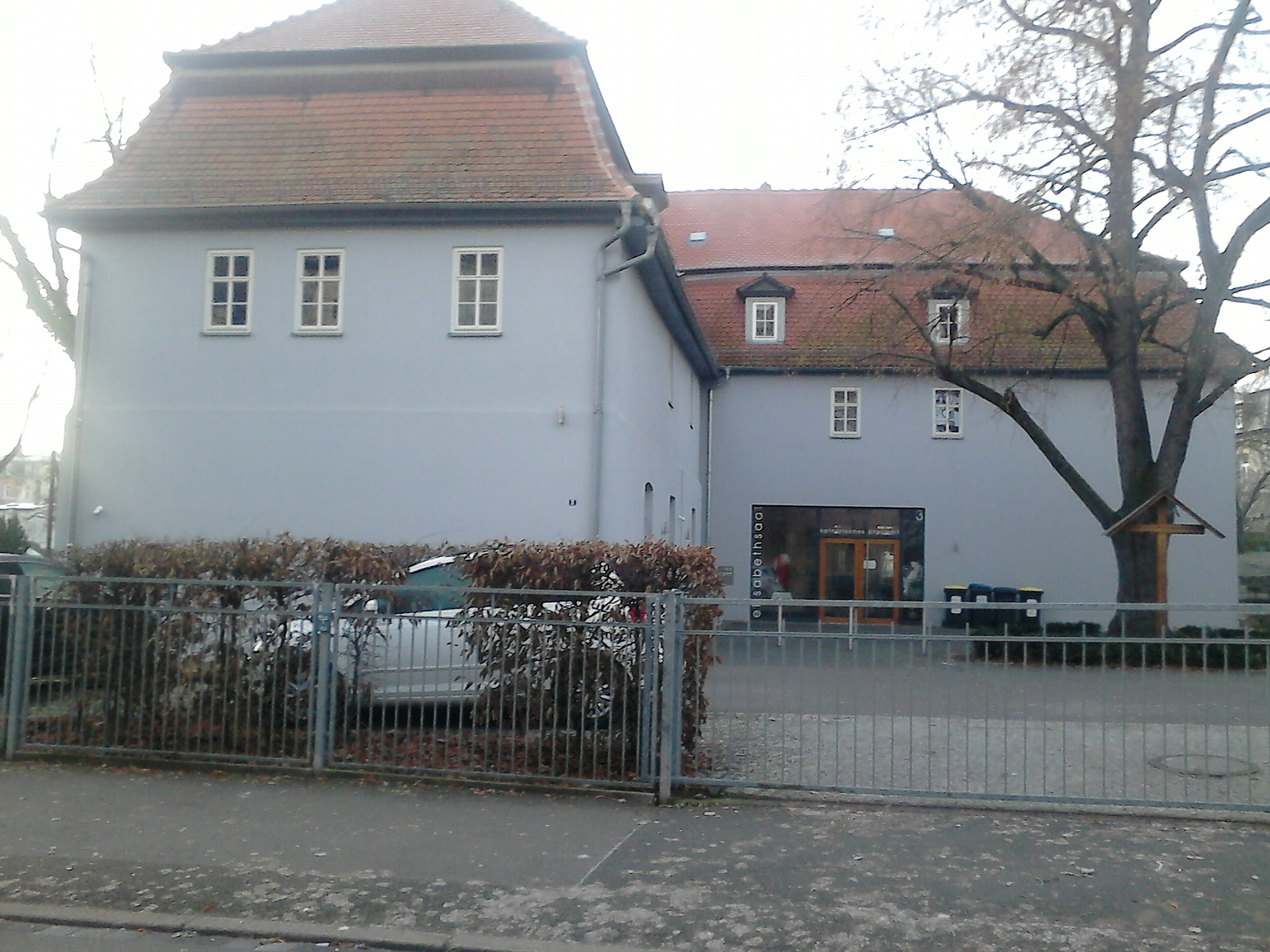
Lottenmühle in Weimar in Richtung Paul-Schneider-Straße

- Die Mühle in Taubach ist die älteste Mühle Thüringens. Sie wurde bereits 1120 erwähnt.
- Die Lottenmühle ist in wesentlichen Teilen noch erhalten. Sie wurde 1887 stillgelegt. Von drei weiteren Mühlen am Lottenbach sind noch einzelne Gebäude erhalten. Von einer abgebrannten Wassermühle ist nur noch ein Nachfolgebau aus dem 19. Jahrhundert erhalten. Die Wallendorfer Mühle wurde 1375 ersterwähnt. Die Federwischmühle ist nicht mehr erhalten. Sie wurde 1410 ersterwähnt und 1875 stillgelegt. An ihrem Standort wurde der Sophienstiftsplatz angelegt.[7] Das einzige Foto wurde um 1870 von Wilhelm Hartan aufgenommen.[8][9] Die Federwischmühle hatte ihren Namen von ihrem Besitzer Clavis Vederwusch her. Zunächst war sie reine Getreidemühle. Um 1426 wurde sie noch als Waidmole erwähnt.[10] Auch die Bornmühle, die 1375 ersterwähnt und 1829 stillgelegt wurde, ist nicht erhalten. Sie lag im heutigen Stadtzentrum und wurde von der Bornquelle angetrieben, die heute überbaut und nicht zugänglich ist. Der ehemalige Standort wird auch als Bornberg bezeichnet.[11]
- Die Niedermühle, später Carlsmühle, ist die größte der noch erhaltenen Mühlen in Weimar, aber seit langem nicht mehr in Betrieb.
- Die Vereinsmühle (Am Kirschberg 36) von 1845 als Mühle eines Mühlenbauvereines der Weimarer Bäckermeister und damit vom Zweck her eine Getreidemühle, hatte eine wechselvolle Vorgeschichte. Im 13. bis zu Beginn des 16. Jahrhunderts war sie Walkmühle, 1613 beim Hochwasser zerstört, dann ca. 1735 wieder errichtet als Pulvermühle und bei einer Explosion abermals zerstört.
- Am Papierbach befinden sich die Klostermühle bzw. die Papiermühle von Oberweimar. An der Klostermühle vorbei befindet sich eine Brücke zum Pappelgraben, die die Ilm in Richtung Ehringsdorf überquert. Die ehemalige Klostermühle steht gemeinsam mit der Brücke auf der Liste der Kulturdenkmale in Weimar. Der weiterführende Weg heißt Pappelallee. Etwas weiter flussaufwärts befindet sich die Walkmühle (Oberweimar), Taubacher Straße 14, neben der sich der Weimarer Kanuverein befindet.
- Die Mühle in Tiefurt verarbeitete zunächst Getreide- und Ölsaaten, später diente sie als Papiermühle. Einige Gerätschaften der Papierfabrikation sind noch vorhanden.
- Die Obermühle oder Burgmühle war bis zu ihrer Vernichtung durch Brand 1882 die leistungsstärkste Mühle in Weimar.

## Rossmühle
- In Oberweimar befand sich eine Mühle, die Rossmühle genannt wurde. Diese war eine Göpelanlage, die eine kleine Schrotmühle antrieb, und der Brauerei in Oberweimar gehörte.[12]

## Nützel-Mühle

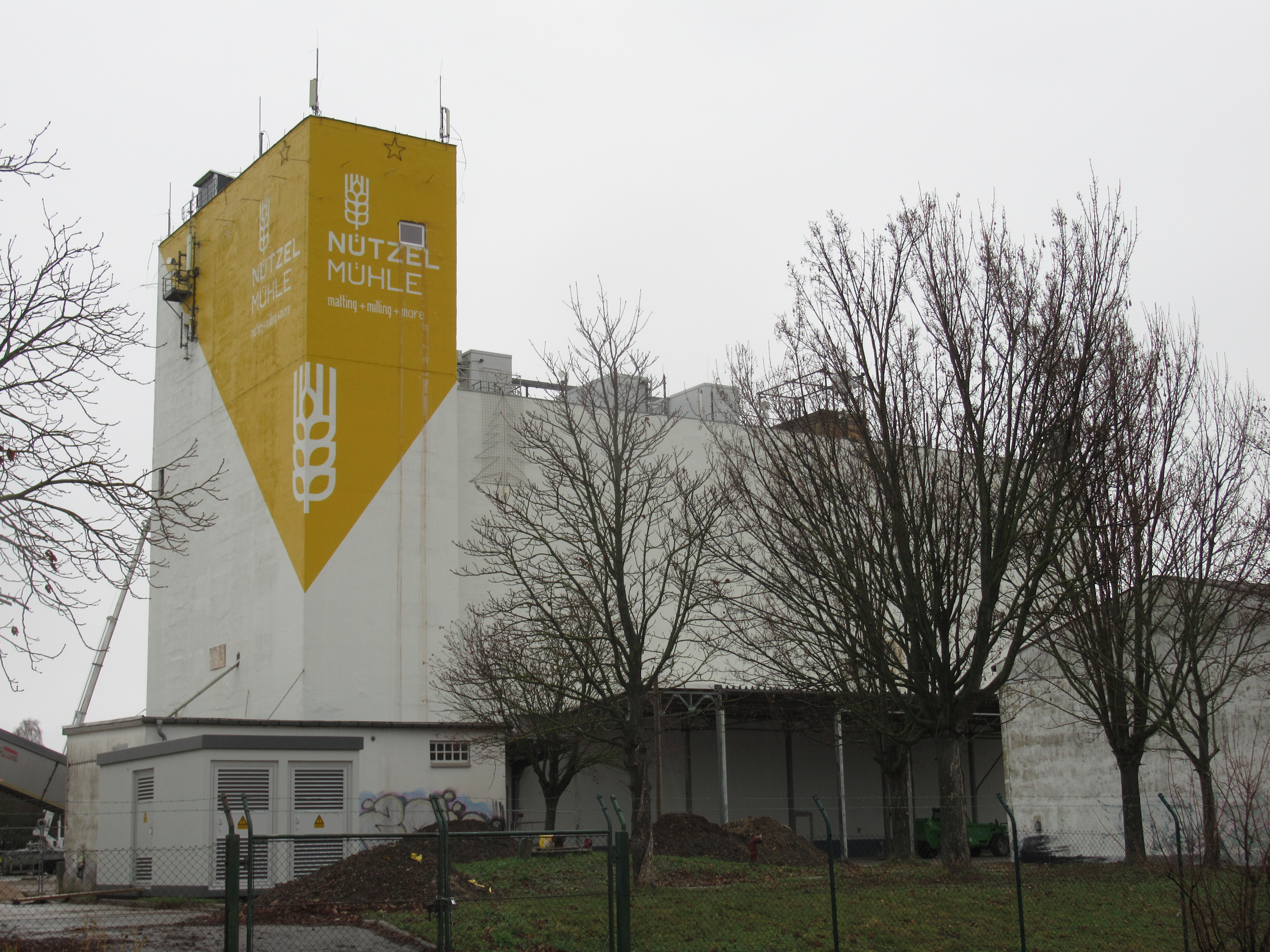
Nützel-Mühle

Seit 2021 existiert mit der Nützel-Mühle wieder ein Mühlenbetrieb in Weimar. Der Spezialmalz-Hersteller aus dem oberfränkischen Wiesenttal siedelte sich in Weimar-Nord auf dem ehemaligen Areal des Landhandels- und Saatgutunternehmens BayWa an. Mittelfristig soll der Unternehmenssitz und der Großteil der Produktion (neben dem Mühlenbetrieb soll dazu auch eine Mälzerei errichtet werden) von Wiesenttal nach Weimar verlagert werden. Das Investitionsvolumen beläuft sich bislang sich auf 10 Millionen Euro. Es befindet sich in der Nordstraße 4.

## Nutzung
Die Mühlen unterscheiden sich nicht nur in der Bau- und Betriebsart voneinander, sondern auch in ihrer Nutzung. Selbst die Namen von Gewässern, an denen diese lagen, weisen manchmal darauf hin. So ist es mit dem Papierbach in Oberweimar der Fall. Die Papiermühle selbst hat sich noch erhalten. Außerdem gibt es Öl- und Getreidemühlen, Polier- oder Schleifmühlen. Auch gab es Pulvermühlen. Die heute als Vereinsmühle bekannte Mühle am Kirschberg hatte Vorgänger. Einer davon ist um 1745 explodiert. Eine Pulvermühle, die sich in den herzoglichen Gärten befand, ging mit dem Hochwasser von 1613 unter. Diese um 1511 erwähnte Mühle ist restlos verschwunden und nicht mehr lokalisierbar. Ebenso erging es einer dort befindlichen Getreidemühle, erbaut 1564 und einer Poliermühle, erbaut 1507. In dieser wurden u. a. Epitaphien für die herzoglichen Gräber in der Stadtkirche bearbeitet. Es gab zudem in Weimar Walkmühlen. Eine ist die Vereinsmühle, die außer als Getreidemühle zuvor als Pulvermühle diente und explodierte und eine die Walkmühle (Oberweimar). Die Weimarer Münzprägeanstalten, die mit Wasserkraft betrieben wurden, sind ebenfalls zu erwähnen. Die 1618 bzw. 1679 erbauten Münzen sind baulich nicht mehr lokalisierbar. Auch gab es Schleif- oder Poliermühlen beziehungsweise Schneidmühlen. Zum Beispiel wurde als Schneidmühle auch die Vereinsmühle genutzt. Zeitweilig war das auch mit der Burgmühle der Fall.

## Wehranlagen
Zwischen Tiefurt und Taubach treibt die Ilm einige Wassermühlen an. So gibt es auch einige Wehranlagen. Diese befinden sich im Bereich Tiefurt, wo die Ilm die dortige Mühle angetrieben hat, des Kirschberg für die Vereins-Mühle, an der Carlsmühle, dem der Kegelbrücke, wo sich die Burgmühle befand, an der Walkmühle in Oberweimar bzw. bei der dortigen Klostermühle, die allerdings über den Papierbach angetrieben wurde, und der Mühle in Taubach. Diese künstlichen Staustufen auf diesem relativ engen Areal zeigen das große natürliche Gefälle der Ilm, die hier ausgenutzt wurde.